# Takayuki Nakamura
Takayuki Nakamura (中村隆之) est un compositeur japonais de musiques de jeu vidéo.

## Travaux
- Dick Tracy (1990)
- ESWAT: City Under Siege (1990) (avec You Takada)
- Columns II (1990) (avec You Takada)
- OutRunners (1993) (avec Takenobu Mitsuyoshi)
- Virtua Fighter (1993)
- Virtua Fighter 2 (1994) (avec Takenobu Mitsuyoshi et Akiko Hashimoto)
- Virtua Fighter 3 (1996)
- Virtua Fighter Kids (1996)
- Tobal 2 (1997)
- Ehrgeiz (1998)
- Kengo 3 (2004)
- Custom Robo (2004)
- Lumines (2004) (avec Katsumi Yokota)
- Ninety-Nine Nights (2006) (avec Pinar Toprak)
- Lumines II (2006)
- Lumines Live! (2006) (avec Keiichi Sugiyama et H. Ueda)
- Lumines Supernova (2008) (avec Keiichi Sugiyama)
- Rodea the Sky Soldier (2015)